# Rio Pindo
O Pindo (em grego: Πίνδος, transl. Píndos) foi um rio da antiga Dórida, na Grécia. O rio desembocava no Cefisso, próximo à cidade de Lileia; seu vale formava o território central dos dórios.